# Shukria Barakzai
Shukria Barakzai é uma política, jornalista e proeminente feminista afegã.

## Primeiros anos
Shukria Barakzai nasceu em 1970, em Cabul, Afeganistão. "Barakzai" é um nome comum entre os pashtun, um dos principais grupos étnicos do país, e foi compartilhada por seus governantes a partir da década de 1830 até a derrubada do último rei. Ela fala ambas as línguas oficiais do Afeganistão, pashto e dari , bem como inglês. Seu avô paterno era um chef, enquanto seu avô materno era um senador durante os tempos do rei Zahir Khan.
Barakzai foi para a Universidade de Cabul na década de 1990. No meio de um grau, ela teve que interromper seus estudos por causa da crescente violência entre o governo e os Mujahideen. Em setembro de 1996, o Taleban capturou Cabul. Até então, muitos cidadãos, especialmente das classes médias educadas, tinha saído para uma vida no exílio, e ela se mudou para Peshawar, Paquistão. Ela passou a maior parte de seu tempo no Paquistão durante a década de 90, ao contrário das alegações que ela estava em mídias internacionais.

## Jornalismo
Após a queda do regime talibã, Barakzai aproveitou a oportunidade e, em 2002 Barakzai fundou a Aina-E-Zan (Espelho da Mulher), um jornal semanal nacional. Ela faz campanha em questões como a mortalidade materna e infantil, áreas em que o Afeganistão tem grande dificuldade. A Organização Mundial de Saúde (OMS) calculou que o Afeganistão em 2003 teve maior proporção do mundo de mulheres que morrem no parto (Razão de Mortalidade Materna) a 1900 por 100 000 nascidos-vivos. Barakzai afirma: "O casamento infantil, o casamento forçado, e a violência contra as mulheres ainda são práticas comuns e aceitas." Ela se concentra em grandes questões, dizendo:" na minha opinião a burca não é tão importante. o que é importante é a educação, a democracia e a liberdade." Ela salienta unidade entre as mulheres, bem como o papel que os homens tem a desempenhar.
Barakzai credita à tecnologia, com telefones celulares, proibidos durante o regime talibã, a ajudar os jovens afegãos a integrar com o mundo moderno. Por exemplo, usando mensagens de texto a votar em um participante de um concurso de televisão show de talentos demonstra como a votação democrática pode funcionar. Ela também usa sua posição para apontar a falta de liberdade de imprensa e os riscos para os jornalistas. Repórteres Sem Fronteiras classifica Afeganistão 156 de 173 em sua lista de liberdade de imprensa, e diz que a situação é especialmente difícil para as mulheres e aqueles que trabalham nas províncias.

## Mudança para a política
Barakzai foi nomeado membro da loya jirga em 2003, um corpo de representantes de todo o Afeganistão, que foi indicado para discutir e passar a nova Constituição após a queda do regime talibã. Nas eleições de Outubro de 2004, ela foi eleita como membro da Casa do Povo ou Wolesi Jirga, a câmara baixa da Assembleia Nacional do Afeganistão. Ela é uma das 71 mulheres de 249 cadeiras.
Ela é apenas mais uma de um punhado de políticos que falam para os direitos das mulheres, e enfrenta ameaças de morte por seus pontos de vista. Suas críticas da legislatura são muito abrangentes: "O nosso Parlamento é um conjunto de senhores de guerra, barões da droga, senhores do crime". Ela defendeu Malalai Joya, uma outra MP do sexo feminino que tem condenado "warlordismo", e que enfrentou maus tratos e ameaças de violência no parlamento:. "Eu acho que estava sendo a única que anunciou que alguns deputados estavam ameaçando estuprá-la [...] e é por isso que, depois disso, eles mantiveram silêncio." Em novembro de 2014, ela foi ferida em um ataque suicida contra um comboio em que viajava em Cabul. O ataque matou três pessoas e feriu 17.

## Visão
Embora expressando gratidão por "o apoio da comunidade internacional" para criar as condições de 2004, em que centenas de publicações e dezenas de estações de rádio poderia florescer, Barakzai condena "o apoio de grupos e bandidos armados, uma parte fundamental da política EUA". Embora a maior parte de sua vida foi passada em Cabul, ela reconhece que o capital não verdadeiramente representar o país, e se recusa a culpar o Taliban para todas as dificuldades que os afegãos enfrentam: "Quando falamos sobre o Afeganistão, que deve discutir as condições no todo país. em muitas províncias e aldeias, que estão em muito mau estado, não há diferença entre o período antes do regime talibã, o tempo do Taliban, e agora." Ela se opõe a tropa "Build-up Plan" do presidente Barack Obama up Plan, pedindo "30.000 estudiosos ou engenheiros" em vez de tantos soldados. Ela pretendeu se candidatar para presidente do Afeganistão, em 2014, como até então ela teria mais de 40, como a Constituição exige, mas não completados.

## Casamento e família
Barakzai é casada com Abdul Ghaffar Dawi que estava no Parlamento, ao mesmo tempo que ela. Em 2004, 12 anos após seu casamento, ele tomou uma segunda esposa, como é seu direito sob a lei de casamento muçulmano. Seu marido é o proprietário das empresas Dawi Group e tem sido envolvido em mega-escândalo da Kabul Bank.

## Reconhecimento e controvérsias
A World Press Review (Wordpress.org) nomeou Barakzai como Editora Internacional do Ano em 2004.[carece de fontes?] Em dezembro de 2005, ela foi nomeada Mulher do Ano pelo programa Woman's Hour da BBC Radio 4.
Durante as eleições de 2014, vídeos apareceram na mídia social, onde Shukria Barakzai estava encorajando os eleitores a falsificação de votos em favor de Ashraf Ghani.[carece de fontes?]